# Farya Faraji
Farya Faraji (persisch فریا فرجی; * 20. Jahrhundert im Iran) ist ein iranisch-kanadischer Komponist, Musiker, Sänger und Webvideoproduzent, der insbesondere für seine akribisch recherchierten und arrangierten historischen Musikstücke aus unterschiedlichen Epochen und Kulturen bekannt ist. Seine Werke umfassen sowohl Rekonstruktionen historischer Musik als auch eigene Kompositionen, die von Volksmusik und historischen Klangwelten inspiriert sind.

## Leben
Farya Faraji wurde in eine musikalische, aus der Provinz Mazandaran stammende Familie geboren. Seine Mutter spielte Santur, die sie von ihrem Vater, einem Astrophysiker und Musiklehrer, erlernte. Auch weitere Familienmitglieder, wie sein Onkel, sind in der traditionellen iranischen Musik ausgebildet und spielen Instrumente wie Setar und Oud. Ein Teil seiner Kindheit verbrachte Faraji im Süden Frankreichs, bevor die Familie nach Québec auswanderte. Faraji schloss 2020 einen Bachelor in Filmproduktion an der Université du Québec à Montréal. Heute lebt er in Laval, einer Stadt in der Nähe von Montreal. Seine Muttersprache ist Mazanderani. Darüber hinaus spricht er fließend Französisch, Englisch und Persisch. Faraji singt und musiziert in zahlreichen weiteren Sprachen, darunter Polnisch, Türkisch, Serbisch, Walisisch, Arabisch, Portugiesisch, Altgriechisch, Armenisch und Latein.

## Musikalische Entwicklung und Stil
Farajis aktive Beschäftigung mit Musik begann 2016, als er erste Melodien auf einer Klavier-App spielte. Ab 2019 widmete er sich ernsthaft dem Komponieren eigener Stücke. Er spielt eine Vielzahl von Instrumenten, darunter Santur, Bağlama, Komuz, Tanbur, antike griechische Lyra. Sein Ziel ist es, Musik möglichst authentisch und historisch fundiert zu rekonstruieren, wobei er sowohl auf traditionelle Instrumentierung als auch auf moderne orchestrale Arrangements zurückgreift. Faraji betreibt seit März 2018 einen eigenen YouTube-Kanal, auf dem er musikalische Traditionen aus aller Welt präsentiert. Seine Inhalte verbinden historische Musik, Eigenkompositionen und wissenschaftliche Recherche. Besonders beliebt sind seine Videos zu byzantinischer und römischer Musik. Sein Werk ist geprägt von einer großen stilistischen Bandbreite, die von authentischer historischer Aufführungspraxis bis hin zu filmmusikähnlichen Orchesterarrangements reicht.

## Diskografie
- 2021: Songs Of Old Iran Vol. I
- 2021: Voices of the Ancients
- 2021: Echoes of Byzantium Vol. I

### Singles (Auswahl)
- 2021: Sons of Mars
- 2021: Hikanatoi
- 2022: Legio XIV Gemina
- 2022: S.P.Q.R
- 2023: Belisarius
- 2024: The Shadows Over Me